# Whitehill (Hampshire)
Pour les articles homonymes, voir Whitehill.
Whitehill est une paroisse civile et un village du Hampshire, en Angleterre.